# Herbert A. Hauptman
Herbert Aaron Hauptman (New York, 14 febbraio 1917 – Buffalo, 23 ottobre 2011) è stato un matematico, chimico e cristallografo statunitense, vincitore del Premio Nobel per la chimica nel 1985 insieme a Jerome Karle per i loro successi nello sviluppo dei metodi diretti per la determinazione delle strutture dei cristalli..

## Biografia
Hauptman nacque a New York da una famiglia di origine ebraica. Si interessò fino dalla sua giovane età alle scienze ed in particolare alla matematica. Nel 1937 ricevette il Bachelor of Science del City College di New York. Nel 1939 ottenne un master in matematica alla Columbia University. Dopo la seconda guerra mondiale, cominciò a collaborare con Jerome Karle presso il U.S. Naval Research Laboratory di Washington e lavorò fino ad ottenere il dottorato all'Università del Maryland. Nel 1970, si unì al gruppo di cristallografia del Medical Foundation of Buffalo di cui fu il direttore scientifico nel 1972. Hauptman è il presidente dell'organizzazione medica Hauptman-Woodward Medical Research Institute. È professore nel dipartimento di scienze biofisiche come in quello di scienze informatiche dell'Università di Buffalo.

## Premi ricevuti e ricompense
- Belden Prize in matematica, City College of New York, 1936
- Scientific Research Society of America, Pure Science Award, Naval Research Laboratory, 1959
- Patterson Award (American Crystallographic Association), 1984
- Premio Nobel per la chimica nel 1985
- Humanist Laureate Award dell'Unione Internazionale Etico-Umanistica nel 1988
- Presidente della Philosophical Society of Washington dal 1969 al 1970
- Presidente dell'Association of Independent Research Institutes, dal 1979 al 1980
- Membro della National Academy of Science, 1988.
- Dottore honoris causa dell'Università del Maryland nel 1985
- Dottore honoris causa del City College of New York nel 1986
- Dottore honoris causa dell'Università degli Studi di Parma nel 1989
- Dottore honoris causa del D'Youville College nel 1989
- Dottore honoris causa dell'Università Bar-Ilan nel 1990
- Dottore honoris causa della Columbia University nel 1990
- Dottore honoris causa dell'Università di Łódź nel 1992
- Dottore honoris causa della Queen's University nel 1993